# جليل زندي
جليل زندي كان طيارًا مقاتلًا الإيرانية ولد في سنة 1951. كان أشهر طيار خلال الحرب العراقية-الأيرانية. جليل زندي استطاع اسقاط 11 مقاتلة عراقية بمفرده. وهو الطيار الذي حقق أكبر عدد من الانتصارات في تاريخ المعارك الجوية مع طائرة إف-14 توم كات.